# Esență
Esență, din latină essentia, de la esse, a fi, traducerea cuvântului grec ousia. Sensul curent utilizat al termenului esență face referire la ceea ce constituie natura unui lucru sau a unei ființe. În filosofie termenul are două sensuri: 1. În opoziție cu accidentul, ceea ce constituie natura permanentă a unui lucru, independent de ceea ce se schimbă; în acest sens, esența se apropie de substanță. 2. În opoziție cu existența, ceea ce este o ființă, ceea ce o definește, independent de faptul că aceasta există; în acest sens, esența se apropie de concept.

## Explicații filosofice
A căuta esența unei ființe înseamnă a căuta să afli ce constituie natura acesteia. Acest gen de cercetare asupra esenței constituie demersul lui Platon în Dialogurile sale. El încearcă să definească, de exemplu, ce înseamnă dreptatea, frumusețea, curajul în sine, independent de obiectele sensibile în care aceste esențe- pe care el le numește Idei- se întrupează în mod imperfect. De aceea, Platon opune lumea inteligibilă, lume a esențelor pure sau a Ideilor, lumii sensibile. Pentru Platon, esența, întrucât prezintă caracteristica adevărului- universalitate și necesitate- posedă existență și demnitate în cel mai înalt grad, în raport cu obiectele sensibile. Nominalismul va contesta, prin faimoasa Ceartă a Universaliilor - tocmai această prioritate a esenței.
În viziunea nominalistă, esența nu este decât o idee generală, construită prin abstracție, iar numele care îi corespunde nu este decât un semn comod pentru a reprezenta obiectele întotdeauna unice, singurele care există. Se poate admite, de asemenea, că există esențe singulare. În acest caz, esența nu se opune accidentului, întrucât o esență singulară conține în sine toate accidentele sau atributele, ci se va opune existenței așa cum posibilul se opune realului. 
Pentru Leibniz, de exemplu, precum și pentru o anumită viziune creștină, Creația este cea prin care Dumnezeu realizează trecerea de la esențe la existență. Ceea ce va contesta existențialismul ateu va fi tocmai această anterioritate a esenței asupra existenței. Prin formula "Existența precede esența", existențialismul încearcă să afirme că omul se creează el însuși, prin actele și opțiunile sale. Cu alte cuvinte, omul nu are altă definiție decât cea pe care el și-o dă el însuși.